# Cantone di Figeac-Est
Il Cantone di Figeac-Est era una divisione amministrativa dell'arrondissement di Figeac.
È stato soppresso a seguito della riforma complessiva dei cantoni del 2014, che è entrata in vigore con le elezioni dipartimentali del 2015.
Comprendeva parte della città di Figeac e i comuni di:
- Bagnac-sur-Célé
- Cuzac
- Felzins
- Lentillac-Saint-Blaise
- Linac
- Lunan
- Montredon
- Prendeignes
- Saint-Félix
- Saint-Jean-Mirabel
- Saint-Perdoux
- Viazac